# آیا راست‌روده گور است؟

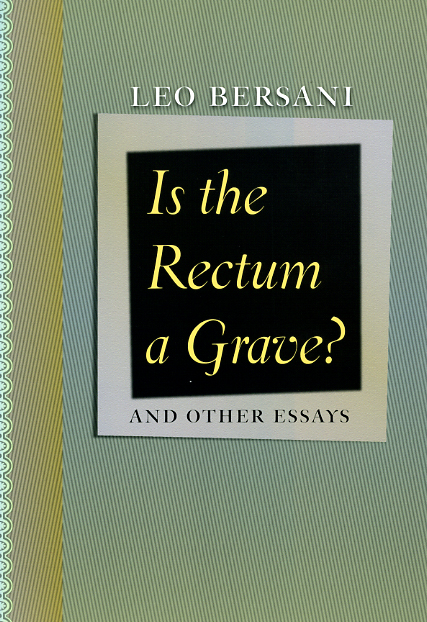
جلد ۲۰۰۹ منتشر شده از «آیا رکتوم یک گور است؟» و مقالات دیگر.

«آیا رکتوم گور است؟» مقاله‌ای است که در سال ۱۹۸۷ توسط محقق لئو برسانی نوشته شده است. این یک از متون اولیه در نظریه کوئیر است (اگرچه برسانی هرگز خود را نظریه‌پرداز کوئیر نمی‌دانست) و دیدگاهی غیر اتوپیایی از جنسیت ارائه می‌دهد. این مقاله در سال ۲۰۰۹ در کنار دیگر مقالات برسانی بازنشر شد.

## زمینه
برسانی «آیا رکتوم گور است؟» را در اوج اپیدمی ایدز در سال ۱۹۸۷ منتشر کرد. این عنوان از دو بیانیه سایمون واتنی، یک فعال ایدز الهام گرفته شده: این که ایدز «[با] تبدیل راست‌روده به گور، ماشین جدیدی برای سرکوب» تولید کرده است؛ و اینکه واکنش بهداشت عمومی به ایدز این بود که راست‌روده مردان همجنس‌گرا را غیرقابل نفوذ و «خارج از محدوده» بکند. جمله اول مقاله برسانی همچنان مشهور مانده است: «یک راز بزرگ در مورد سکس وجود دارد: اکثر مردم آن را دوست ندارند.»
مقاله اتوپیایی نیست و این میل به نگریستن شاعرانه و باصفا به زندگی اجتماعی همجنس‌گرایان پیش از ایدز را رد می‌کند، و می‌گوید که آنها اقتصادهای میل با نظم‌های ریشه‌دار اجتماعی بودند که بسیاری را شامل نمی‌شدند.

## میراث
«آیا رکتوم یک قبر است؟» و کتاب برسانی در سال ۱۹۹۵ با نام هُموس (به انگلیسی: Homos)، توسط منتقد فرهنگی رابین ویگمن به عنوان بخشی از مبانی یک دیدگاه آشکارا ضداجتماعی در نظریه کوئیر تلقی می‌شود. این موضوع توسط نظریه‌پرداز دگرباش، تیم دین، مورد تردید قرار گرفته؛ او می‌گوید گای هاکونگهم این رشته فکری را در کتاب خود با الهام از دلوز و گاتاری، یعنی میل همجنس‌گرا (۱۹۷۲) به وجود آورد. برسانی هرگز خود را بخشی از نظریه‌پردازان کوئیر نمی‌دانست، اما با این وجود این مقاله به‌طور گسترده به عنوان یک متن اولیه در این زمینه تلقی می‌شود.
برسانی این مقاله را به همراه مجموعه مقالاتش با عنوان «آیا رکتوم گور است؟ و مقالات دیگر» (۲۰۰۹) کتاب کرد. «آیا رکتوم گور است؟» قدیمی‌تر از باقی مقالات است که حدود یک دهه بعدتر ارائه شده‌اند، حرکتی که توسط نظریه‌پرداز دگرباش برایان گلاوی به عنوان تلاشی برای اصلاح نظریه‌هایش دربارهٔ جنسیت تلقی می‌شود.
این عنوان توسط محققان دیگر نیز وام گرفته شده است، مانند «آیا رکتوم صاف است؟ (به انگلیسی: Is the Rectum Straight?)» توسط ایو کوسفسکی سدویک و «آیا لب‌ها گور هستند؟» (۲۰۱۱) توسط لین هافر.